# جو مورا

نقشه یوسمیتی (طراح: جو مورا)

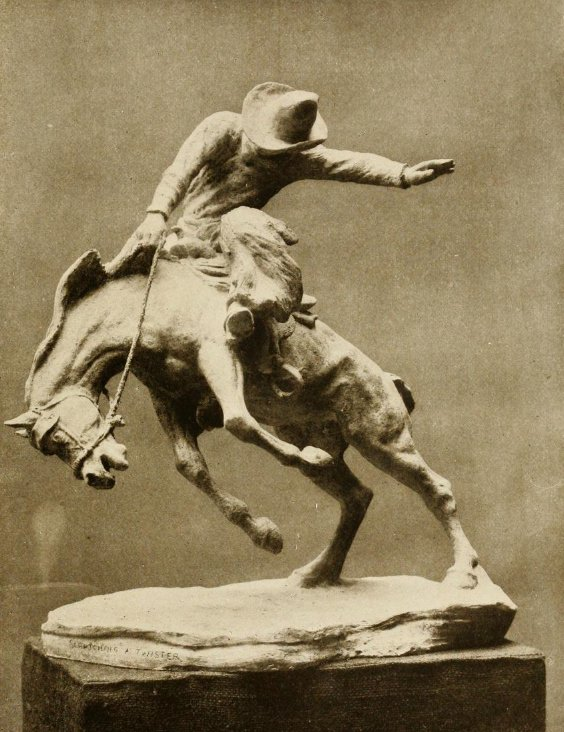
رام کردن سرکش، ۱۹۱۵

یادبود برت هارت، باشگاه بوهمیان در سان فرانسیسکو.

جو مورا (انگلیسی: Jo Mora) «جوزف جاسینتو جو مورا» (۱۸۷۶–۱۹۴۷)، کاریکاتوریست متولد اروگوئه و اهل آمریکا بود. او تصویرگر و کابوی بود که با مردم هوپی زندگی می‌کرد و به طور گسترده در مورد تجارب خود در کالیفرنیا نوشت.
جو مورا، همچنین یک هنرمند، مجسمه‌ساز، عکاس، نقاش، نقشه‌نگار، دیوارنگار، نویسنده و تاریخ‌نگار بود. وی به عنوان "مرد رنسانس غرب" نامیده شده است.

## زندگی‌نامه
جو مورا در ۲۲ اکتبر ۱۸۷۶ در مونته ویدئو، اروگوئه به دنیا آمد. پدر او مجسمه‌ساز کاتالونیا، دومینگو مورا و مادرش «لورا گیلارد مورا»، روشنفکر متولد در آلزاس بود. برادر بزرگترش لوئیس مورا، یک هنرمند تحسین شده و به اولین عضو اسپانیایی‌زبان از آکادمی ملی طراحی، تبدیل شده بود.
خانواده وی در سال ۱۸۸۰ وارد ایالات متحده شدند و اولین بار در نیویورک ساکن و پس از آن به پرت آمبوی، نیوجرسی نقل مکان کردند. جو مورا هنر را در نیویورک و بوستون مورد مطالعه قرار داد و در لیگ هنر دانش آموزان نیویورک و مدرسه کول در بوستون تحصیل نمود. او شاگرد ویلیام مریت چیس بود.

## فعالیت هنری و آثار برجسته
جو مورا، آثار بسیاری در زمینه‌های گوناگون فعالیت خود خلق نمود که یکی از این آثار ماندگار، طراحی دو روی سکه نیم‌دلاری نقره، یادبود ایالت کالیفرنیا معروف به نیم‌دلاری سالگرد الماس کالیفرنیا (California Diamond Jubilee half dollar) بود که در سال ۱۹۲۵ ضرب شد.

سکه نقره یادبود کالیفرنیا (۱۹۲۵)
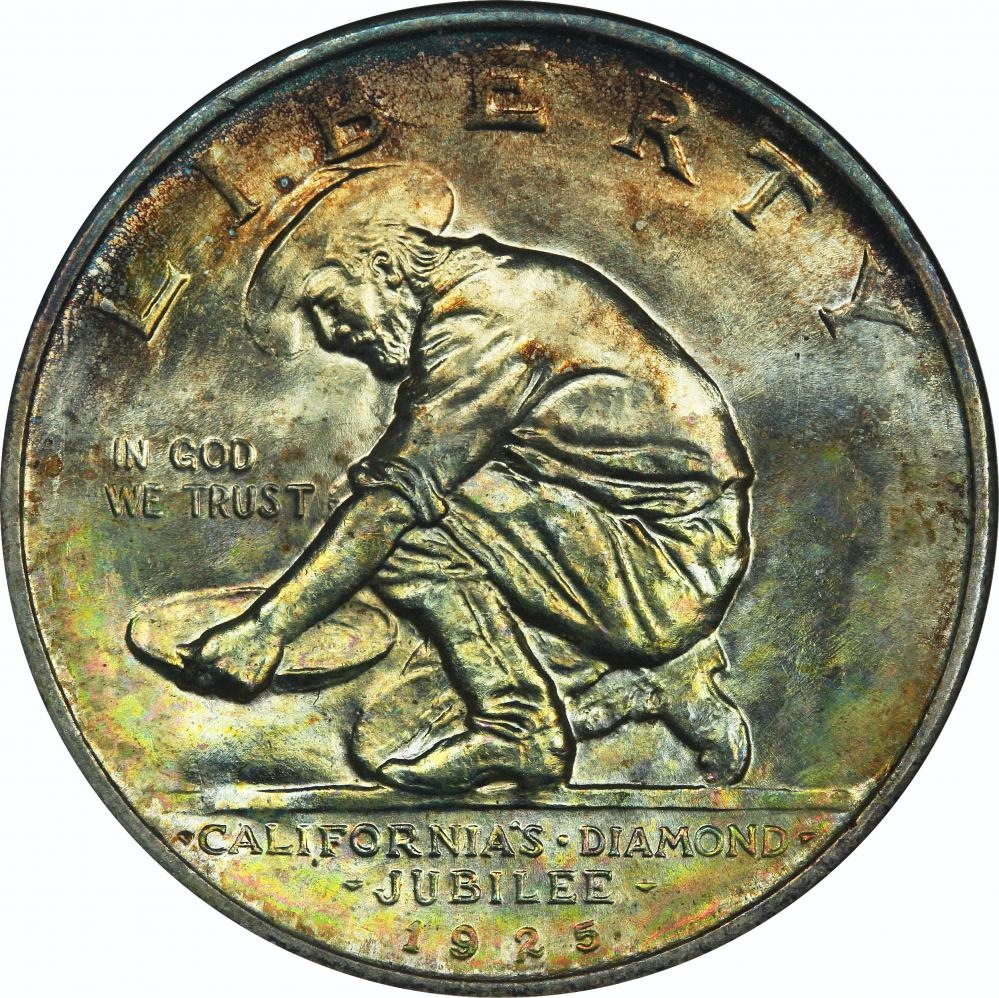
جوینده طلا
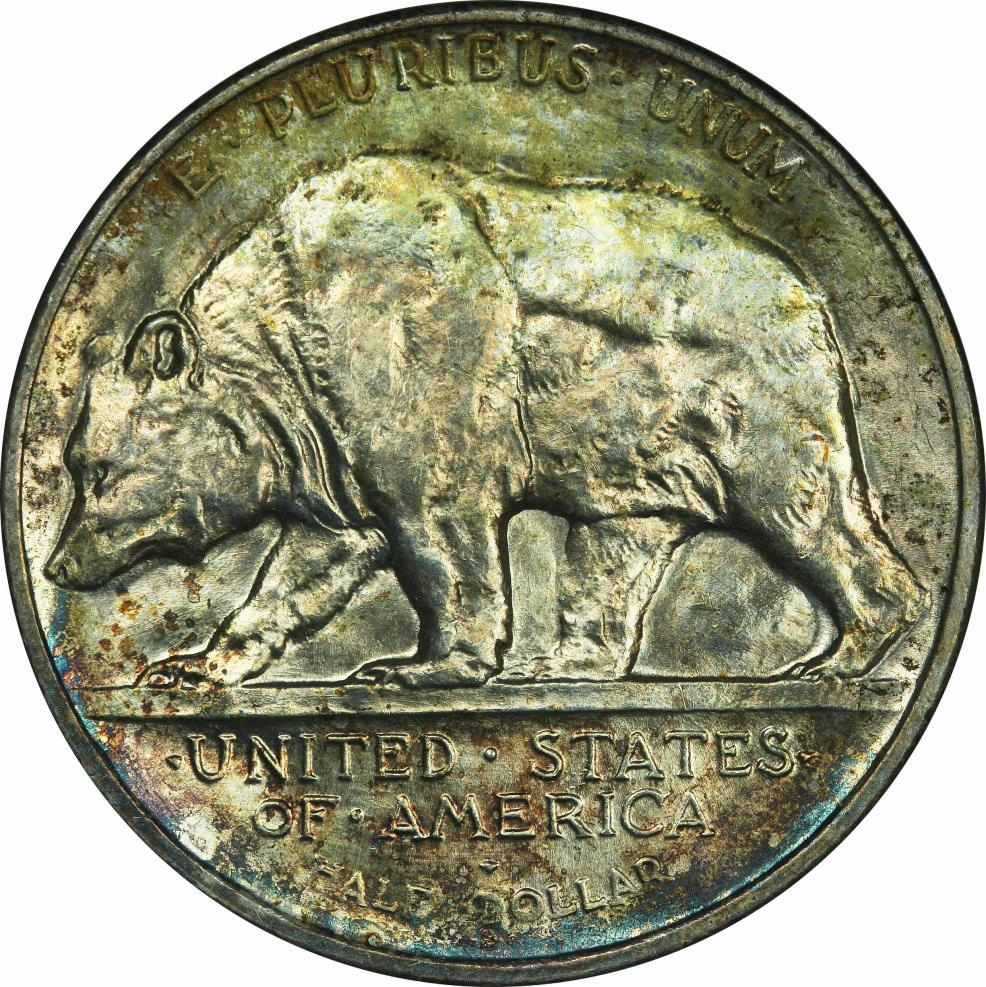
خرس گزیزلی نماد ایالت کالیفرنیا